# Ad-Dáchilíja
Ad-Dáchilíja (arabsky الداخلية‎) je vnitrozemní guvernorát Sultanátu Omán. Správním centrem oblasti je město Nazvá. Rozkládá se na oblasti 31 900 km². Na severu sousedí s guvernoráty Maskat a Jižní al-Bátina, na východě se Severní aš-Šarkíjou, na jihu s Al-Wustá a na západě s guvernorátem az-Záhira. Vzhledem ke své poloze spojuje Maskat s ostatními oblastmi.
Guvernorát ad-Dáchilíja se dělí na 8 vilájetů. Jsou jimi Adam, al-Hamrá, Bahlá, Bidbid, Izkí, Maná, Nazvá a Samájl.
Ad-Dáchilíja disponuje značnými ekonomickými a přírodními zdroji a oplývá mnoha turistickými atrakcemi včetně pevností, mešit a dalších historických památek. Nachází se zde pevnost Bahla, která je součástí světového dědictví UNESCO.